# Thomas Cartier
Pour les articles homonymes, voir Cartier.

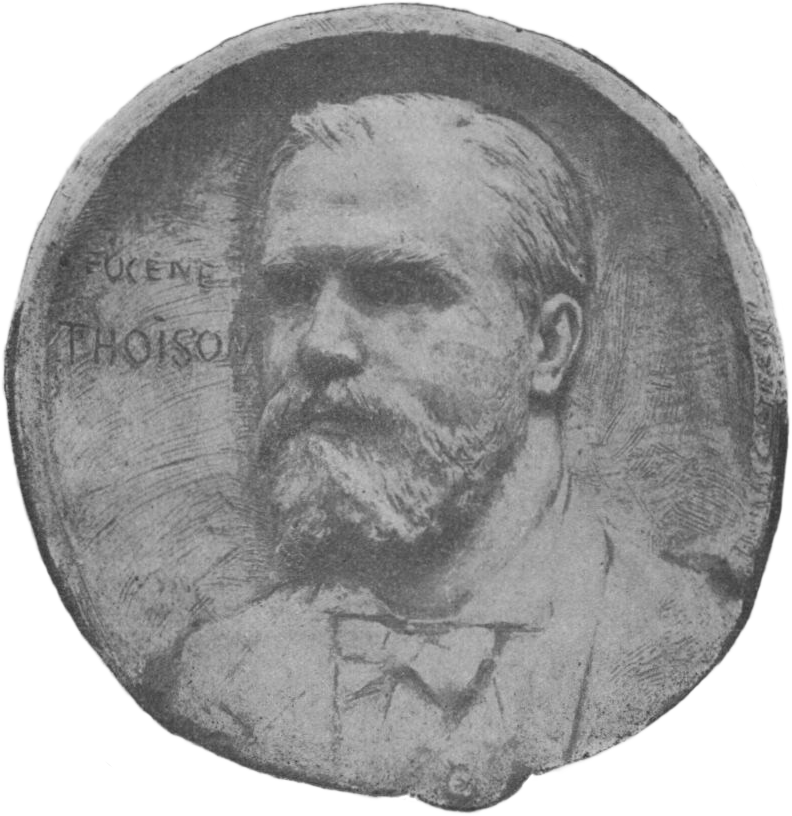
Photographie du médaillon de Thomas Cartier représentant Eugène Thoison sur la tombe de ce dernier, au cimetière de Larchant.

Thomas François Cartier, né le 21 février 1879 à Marseille et mort le 26 avril 1936 à Saint-Vallier, est un sculpteur animalier et illustrateur français.

## Biographie
Thomas Cartier naît le 21 février 1879 à Marseille. 
Élève de Georges Gardet et de Victor Peter, il se spécialise dans la sculpture animalière. Il expose au Salon des artistes français dès 1904 et y obtient une mention honorable en 1908, une médaille de 2e classe en 1910 et une médaille d'or en 1927, année où il passe en hors-concours.
Pendant la Première Guerre mondiale, il devient illustrateur : il réalise alors de nombreuses cartes postales de propagande anti-allemande et de soutien aux poilus. Après la guerre, il s’installe à Saint-Amand-en-Puisaye et conçoit de nombreux monuments aux morts.
Domicilié 6 rue Desaix à Paris, il meurt le 26 avril 1936 à Saint-Vallier.

## Œuvres dans les collections publiques
Nemours, Château-Musée :
- Portrait d'Eugène Thoison, 1910, terre cuite, 25 x 25 x 10 cm. 2019.311.1.
- Chien, grès, 17 x 27 x 22 cm. 1910.7.1.
- Lionne et lionceaux, plâtre patiné, 51 x 29 x 26 cm. 1907.14.1.
- Lévrier, plâtre patiné, 24 x 22 x 12 cm. 1903.51.1.